# Gelanoglanis
Gelanoglanis is een geslacht van straalvinnige vissen uit de familie van de houtmeervallen (Auchenipteridae).

## Soorten
- Gelanoglanis nanonocticolus Soares-Porto, Walsh, Nico & Netto, 1999
- Gelanoglanis stroudi Böhlke, 1980
- Gelanoglanis travieso Rengifo, Lujan, Taphorn & Petry, 2008